# Publio Sulpicio Saverrione (console 304 a.C.)
Publio Sulpicio Saverrio (fl. IV secolo a.C.) è stato un politico e militare romano dell'età repubblicana.

## Biografia
Fu eletto console nel 304 a.C., con il collega Publio Sempronio Sofo Sotto il loro consolato fu concessa la pace ai Sanniti, ponendo così fine alla seconda guerra sannitica.
Successivamente i due consoli posero le armi contro gli Equi, colpevoli secondo i romani, di essersi alleati prima agli Ernici, poi ai Sanniti in funzione anti-romana. Senza che si giungesse ad una battaglia campale, i romani ne conquistarono 31 città, tanto che Livio racconta:
(Tito Livio, Ab Urbe condita, IX, 45.)